# Marianne Culbert
Marianne Culbert é uma produtora executiva e uma supervisora de produção canadense de animações para a TV. Com mais de 20 anos de experiência em televisão, tanto de transmissão e produção independente, Marianne conduziu mais de 700 episódios de programas de televisão. Ao longo de sua carreira, Marianne viveu no Canadá e nos Estados Unidos trabalhando como produtora executiva e produtora supervisora em animações em 2D e 3D, bem como em produções híbridas.  Ela trabalhou na série Sorriso Metálico como produtora para praticamente todos os episódios. 